# Lista siturilor arheologice din județul Sălaj - Z
Lista siturilor arheologice din județul Sălaj - Z conține toate siturile arheologice din județul Sălaj înscrise în Repertoriul Arheologic Național (RAN) și aflate în localități al căror nume începe cu litera Z. RAN este administrat de Ministerul Culturii și Patrimoniului Național și cuprinde date științifice, cartografice, topografice, imagini și planuri, precum și orice alte informații privitoare la zonele cu potențial arheologic, studiate sau nu, încă existente sau dispărute.
Puteți căuta un sit din localitățile care încep cu litera Z folosind formularul de mai jos sau puteți naviga prin toate siturile din județ la Lista siturilor arheologice din județul Sălaj.
| Cod RAN                                   | Denumire | Localitate                | Adresă                                                      | Datare                                 | Descoperit | Coordonate                                    | Imagine           | Erori            |
| ----------------------------------------- | --- | ------------------------- | ----------------------------------------------------------- | -------------------------------------- | ---------- | --------------------------------------------- | ----------------- | ---------------- |
| 139713.01.01                              | Necropola medievală de inhumație de la Zalău - "Palvar" / ansamblu anonim (Categorie: descoperire funerară) (Tip: Necropolă de inhumație) | municipiul Zalău          | Palvar                                                      | sec.IX - X                             | 1989       | 47°10′00″N 23°05′00″E / 47.16667°N 23.08333°E | Încărcați imagine | Raportați eroare |
| 139713.18.01 (Cod LMI: SJ-I-m-B-04841.01) | Situl arheologic de la Zalău - "Tăneiul lui Winkler" / ansamblu anonim (Categorie: locuire civilă) (Tip: Așezare)                         | municipiul Zalău          | Tăneiul lui Winkler                                         |                                        |            |                                               | Încărcați imagine | Raportați eroare |
| 139713.18.02 (Cod LMI: SJ-I-m-B-04841.02) | Situl arheologic de la Zalău - "Tăneiul lui Winkler" / ansamblu anonim (Categorie: locuire civilă) (Tip: Așezare)                         | municipiul Zalău          | Tăneiul lui Winkler                                         |                                        |            |                                               | Încărcați imagine | Raportați eroare |
| 139713.18.03 (Cod LMI: SJ-I-m-B-04841.03) | Situl arheologic de la Zalău - "Tăneiul lui Winkler" / ansamblu anonim (Categorie: locuire civilă) (Tip: Așezare)                         | municipiul Zalău          | Tăneiul lui Winkler                                         |                                        |            |                                               | Încărcați imagine | Raportați eroare |
| 139713.18.04 (Cod LMI: SJ-I-m-B-04841.04) | Situl arheologic de la Zalău - "Tăneiul lui Winkler" / ansamblu anonim (Categorie: locuire civilă) (Tip: Așezare)                         | municipiul Zalău          | Tăneiul lui Winkler                                         | geto-dacică sec. I a. Chr. - I p. Chr. |            |                                               | Încărcați imagine | Raportați eroare |
| 139713.18.05 (Cod LMI: SJ-I-m-B-04841.05) | Situl arheologic de la Zalău - "Tăneiul lui Winkler" / ansamblu anonim (Categorie: locuire civilă) (Tip: Așezare)                         | municipiul Zalău          | Tăneiul lui Winkler                                         | sec II - III                           |            |                                               | Încărcați imagine | Raportați eroare |
| 139713.18.06 (Cod LMI: SJ-I-s-B-04841)    | Situl arheologic de la Zalău - "Tăneiul lui Winkler" / ansamblu anonim (Categorie: locuire civilă) (Tip: Așezare)                         | municipiul Zalău          | Tăneiul lui Winkler                                         | sec. IV p. Chr.                        |            |                                               | Încărcați imagine | Raportați eroare |
| 139713.02.01 (Cod LMI: SJ-I-m-B-04844.02) | Situl arheologic de la Zalău - str. Corneliu Coposu / ansamblu anonim (Categorie: locuire civilă) (Tip: Așezare)                          | municipiul Zalău          | str. Corneliu Coposu, nr. 21-23, punct str. Corneliu Coposu |                                        |            |                                               | Încărcați imagine | Raportați eroare |
| 139713.02.02 (Cod LMI: SJ-I-m-B-04844.01) | Situl arheologic de la Zalău - str. Corneliu Coposu / ansamblu anonim (Categorie: locuire civilă) (Tip: Așezare)                          | municipiul Zalău          | str. Corneliu Coposu, nr. 21-23, punct str. Corneliu Coposu |                                        |            |                                               | Încărcați imagine | Raportați eroare |
| 139713.03 (Cod LMI: SJ-I-s-B-04845)       | Așezarea din epoca bronzului de la Zalău - "bd. Mihai Viteazu" (Categorie: locuire civilă) (Tip: așezare)                                 | municipiul Zalău          | bd. Mihai Viteazu, nr. 106-108, punct bd. Mihai Viteazu     |                                        |            |                                               | Încărcați imagine | Raportați eroare |
| 139713.03.01 (Cod LMI: SJ-I-s-B-04845)    | Așezarea din epoca bronzului de la Zalău - "bd. Mihai Viteazu" / ansamblu anonim (Categorie: locuire civilă) (Tip: Așezare)               | municipiul Zalău          | bd. Mihai Viteazu, nr. 106-108, punct bd. Mihai Viteazu     |                                        |            |                                               | Încărcați imagine | Raportați eroare |
| 139713.04.01 (Cod LMI: SJ-I-s-B-04842)    | Așezarea din epoca bronzului de la Zalău - "Locul lui Winkler" / ansamblu anonim (Categorie: locuire civilă) (Tip: Așezare)               | municipiul Zalău          | Locul lui Winkler                                           | Cehăluț                                |            |                                               | Încărcați imagine | Raportați eroare |
| 139713.05.01 (Cod LMI: SJ-I-m-B-04843.01) | Turn roman la Zalău - "Vârful Păstaie" / ansamblu anonim (Categorie: fortificație) (Tip: Fortificație)                                    | municipiul Zalău          | Vârful Păstaie                                              | romană sec. II - III                   |            |                                               | Încărcați imagine | Raportați eroare |
| 139713.06.01 (Cod LMI: SJ-I-m-B-04843.02) | Turnul roman de la Zalău - "Măgura Stânii" / ansamblu anonim (Categorie: fortificație) (Tip: Turn)                                        | municipiul Zalău          | Măgura Stânii                                               | romană sec. II - III                   |            |                                               | Încărcați imagine | Raportați eroare |
| 139713.07.01 (Cod LMI: SJ-I-m-B-04843.03) | Turnul roman de la Zalău / ansamblu anonim (Categorie: fortificație) (Tip: Turn)                                                          | municipiul Zalău          |                                                             | romană sec. II - III                   |            |                                               | Încărcați imagine | Raportați eroare |
| 139713.08.01 (Cod LMI: SJ-I-m-B-04843.04) | Turnul roman de la Zalău - "Masa Craiului" / ansamblu anonim (Categorie: fortificație) (Tip: Turn)                                        | municipiul Zalău          | Masa Craiului                                               | romană sec. II - III                   |            |                                               | Încărcați imagine | Raportați eroare |
| 139713.09.01 (Cod LMI: SJ-I-m-B-04843.05) | Turnul roman de la Zalău - "Dealul Dojii" / ansamblu anonim (Categorie: fortificație) (Tip: Turn)                                         | municipiul Zalău          | Dealul Dojii                                                | romană sec. II - III                   |            |                                               | Încărcați imagine | Raportați eroare |
| 139713.10.01 (Cod LMI: SJ-I-m-B-04843.06) | Turnul roman de la Zalău - "Dealul Clocolaț" / ansamblu anonim (Categorie: fortificație) (Tip: Turn)                                      | municipiul Zalău          | Dealul Clocolaț                                             | romană sec. II - IIII                  |            |                                               | Încărcați imagine | Raportați eroare |
| 139713.11.01 (Cod LMI: SJ-I-m-B-04843.07) | Turnul roman de la Zalău / ansamblu anonim (Categorie: fortificație) (Tip: Turn)                                                          | municipiul Zalău          |                                                             | romană sec. II - III                   |            |                                               | Încărcați imagine | Raportați eroare |
| 139713.12.01 (Cod LMI: SJ-I-s-B-04843)    | Burgus-ul roman de la Zalău - "Fântâna Sușigului" / ansamblu anonim (Categorie: fortificație) (Tip: Burgus)                               | municipiul Zalău          | Fântâna Sușigului                                           | romană sec. II - III                   |            |                                               | Încărcați imagine | Raportați eroare |
| 139713.13.01 (Cod LMI: SJ-I-s-B-04843)    | Turnul roman de la Zalău - "La Strâmtură" / ansamblu anonim (Categorie: fortificație) (Tip: Turn)                                         | municipiul Zalău          | La Strâmtură                                                | romană sec. II - III                   |            |                                               | Încărcați imagine | Raportați eroare |
| 139713.14.01 (Cod LMI: SJ-I-m-B-04843.10) | Turnul roman de la Zalău - "Dealul Poguior" / ansamblu anonim (Categorie: fortificație) (Tip: Turn)                                       | municipiul Zalău          | Dealul Poguior                                              | romană sec. II - III                   |            |                                               | Încărcați imagine | Raportați eroare |
| 139713.15.01 (Cod LMI: SJ-I-m-B-04843.11) | Turnul roman de la Zalău - "Dealul Pietroasa" / ansamblu anonim (Categorie: fortificație) (Tip: Turn)                                     | municipiul Zalău          | Dealul Pietroasa                                            | romană sec. II - III                   |            |                                               | Încărcați imagine | Raportați eroare |
| 139713.16.01 (Cod LMI: SJ-I-m-B-04843.12) | Turnul roman de la Zalău - "Dealul Mare" / ansamblu anonim (Categorie: fortificație) (Tip: Turn)                                          | municipiul Zalău          | Dealul Mare                                                 | romană sec. II - III                   |            |                                               | Încărcați imagine | Raportați eroare |
| 139713.17.01 (Cod LMI: SJ-I-m-B-04843.13) | Turnul roman de la Zalău - "Acastău" / ansamblu anonim (Categorie: fortificație) (Tip: Turn)                                              | municipiul Zalău          | Acastău                                                     | romană sec. II - III                   |            |                                               | Încărcați imagine | Raportați eroare |
| 143076.01.01 (Cod LMI: SJ-I-s-A-04979)    | Așezarea Latene de la Zahla - "Burzuor" / ansamblu anonim (Categorie: locuire civilă) (Tip: Așezare)                                      | sat Zalha, comuna Zalha   | Burzuor                                                     | geto-dacică sec. II - I a. Chr.        |            |                                               | Încărcați imagine | Raportați eroare |
| 141768.01.01 (Cod LMI: SJ-I-s-B-04980)    | Așezarea din epoca bronzului de la Zăuan - "Banffy - Tag" / ansamblu anonim (Categorie: locuire civilă) (Tip: Așezare)                    | sat Zăuan, comuna Ip      | Banffy - Tag                                                |                                        |            |                                               | Încărcați imagine | Raportați eroare |
| 141768.02.01 (Cod LMI: SJ-I-m-B-04981.03) | Situl arheologic de la Zăuan - "Temetõdomb" / ansamblu anonim (Categorie: locuire) (Tip: Așezare)                                         | sat Zăuan, comuna Ip      | Temetõdomb                                                  | Starčevo - Criș                        |            |                                               | Încărcați imagine | Raportați eroare |
| 141768.02.02 (Cod LMI: SJ-I-s-B-04981)    | Situl arheologic de la Zăuan - "Temetõdomb" / ansamblu anonim (Categorie: locuire) (Tip: Așezare)                                         | sat Zăuan, comuna Ip      | Temetõdomb                                                  | Cehăluț                                |            |                                               | Încărcați imagine | Raportați eroare |
| 141768.02.03 (Cod LMI: SJ-I-m-B-04981.01) | Situl arheologic de la Zăuan - "Temetõdomb" / ansamblu Necropolă celtică (Categorie: locuire) (Tip: Necropolă)                            | sat Zăuan, comuna Ip      | Temetõdomb                                                  | Celtică sec. IV - III a. Chr.          |            |                                               | Încărcați imagine | Raportați eroare |
| 141768.03.01 (Cod LMI: SJ-I-m-B-04982.02) | Situl arheologic de la Zăuan - "Akasztõdomb" / ansamblu anonim (Categorie: locuire civilă) (Tip: Așezare)                                 | sat Zăuan, comuna Ip      | Akasztõdomb                                                 | Tisa - I                               |            |                                               | Încărcați imagine | Raportați eroare |
| 141768.03.02 (Cod LMI: SJ-I-m-B-04982.01) | Situl arheologic de la Zăuan - "Akasztõdomb" / ansamblu anonim (Categorie: locuire civilă) (Tip: Așezare)                                 | sat Zăuan, comuna Ip      | Akasztõdomb                                                 | Tiszapolgár                            |            |                                               | Încărcați imagine | Raportați eroare |
| 140315.01.01                              | Fortificația medievală de la Zalnoc - "Cetate" / ansamblu anonim (Categorie: fortificație) (Tip: Fortificație de pământ de tip pinten)    | sat Zalnoc, comuna Bobota | Cetate                                                      | sec. XII - sec. XIV                    |            |                                               | Încărcați imagine | Raportați eroare |
| 143076.02                                 | Topor neolitic de la Zalha (Categorie: descoperire izolată) (Tip: obiect izolat)                                                          | sat Zalha, comuna Zalha   |                                                             |                                        |            |                                               | Încărcați imagine | Raportați eroare |
| 140315.02.01                              | Așezarea de la Zalnoc - "Ciureni" / ansamblu anonim (Categorie: locuire civilă) (Tip: Așezare)                                            | sat Zalnoc, comuna Bobota | Ciureni                                                     |                                        |            |                                               | Încărcați imagine | Raportați eroare |
| 139713.20.01                              | Situl arheologic de la Zalău - "Dealul Lupului" / ansamblu anonim(Aeroport) (Categorie: locuire civilă) (Tip: Așezare)                    | municipiul Zalău          | Dealul Lupului                                              | Pișcolt                                | 2003       | 47°13′10″N 23°02′01″E / 47.21944°N 23.03361°E | Încărcați imagine | Raportați eroare |
| 139713.20.02                              | Situl arheologic de la Zalău - "Dealul Lupului" / ansamblu anonim(Aeroport) (Categorie: locuire civilă) (Tip: Așezare fortificată)        | municipiul Zalău          | Dealul Lupului                                              |                                        | 2003       | 47°13′10″N 23°02′01″E / 47.21944°N 23.03361°E | Încărcați imagine | Raportați eroare |
| 139713.20.03                              | Situl arheologic de la Zalău - "Dealul Lupului" / ansamblu anonim(Aeroport) (Categorie: locuire civilă) (Tip: necropola de incinerație)   | municipiul Zalău          | Dealul Lupului                                              |                                        | 2003       | 47°13′10″N 23°02′01″E / 47.21944°N 23.03361°E | Încărcați imagine | Raportați eroare |
| 139713.20.04                              | Situl arheologic de la Zalău - "Dealul Lupului" / ansamblu anonim(Aeroport) (Categorie: locuire civilă) (Tip: Așezare)                    | municipiul Zalău          | Dealul Lupului                                              |                                        | 2003       | 47°13′10″N 23°02′01″E / 47.21944°N 23.03361°E | Încărcați imagine | Raportați eroare |
| 139713.20.05                              | Situl arheologic de la Zalău - "Dealul Lupului" / ansamblu anonim(Aeroport) (Categorie: locuire civilă) (Tip: Așezare)                    | municipiul Zalău          | Dealul Lupului                                              |                                        | 2003       | 47°13′10″N 23°02′01″E / 47.21944°N 23.03361°E | Încărcați imagine | Raportați eroare |
| 139713.20.06                              | Situl arheologic de la Zalău - "Dealul Lupului" / ansamblu anonim(Aeroport) (Categorie: locuire civilă) (Tip: Așezare)                    | municipiul Zalău          | Dealul Lupului                                              | sec. III - II î. Chr.                  | 2003       | 47°13′10″N 23°02′01″E / 47.21944°N 23.03361°E | Încărcați imagine | Raportați eroare |
| 139713.20.07                              | Situl arheologic de la Zalău - "Dealul Lupului" / ansamblu anonim(Aeroport) (Categorie: locuire civilă) (Tip: necropola de incinerație)   | municipiul Zalău          | Dealul Lupului                                              | sec. II - II î. Chr.                   | 2003       | 47°13′10″N 23°02′01″E / 47.21944°N 23.03361°E | Încărcați imagine | Raportați eroare |
| 139713.20.08                              | Situl arheologic de la Zalău - "Dealul Lupului" / ansamblu anonim(Aeroport) (Categorie: locuire civilă) (Tip: Castru)                     | municipiul Zalău          | Dealul Lupului                                              | sec. II                                | 2003       | 47°13′10″N 23°02′01″E / 47.21944°N 23.03361°E | Încărcați imagine | Raportați eroare |
| 139713.20.09                              | Situl arheologic de la Zalău - "Dealul Lupului" / ansamblu anonim(Aeroport) (Categorie: locuire civilă) (Tip: așezare)                    | municipiul Zalău          | Dealul Lupului                                              | germanică sec. II                      | 2003       | 47°13′10″N 23°02′01″E / 47.21944°N 23.03361°E | Încărcați imagine | Raportați eroare |
| 139713.20.10                              | Situl arheologic de la Zalău - "Dealul Lupului" / ansamblu anonim(Aeroport) (Categorie: locuire civilă) (Tip: necropola de incinerație)   | municipiul Zalău          | Dealul Lupului                                              | Pzeworsk                               | 2003       | 47°13′10″N 23°02′01″E / 47.21944°N 23.03361°E | Încărcați imagine | Raportați eroare |
| 139713.20.11                              | Situl arheologic de la Zalău - "Dealul Lupului" / ansamblu anonim(Aeroport) (Categorie: locuire civilă) (Tip: așezare)                    | municipiul Zalău          | Dealul Lupului                                              | slavă sec. VI                          | 2003       | 47°13′10″N 23°02′01″E / 47.21944°N 23.03361°E | Încărcați imagine | Raportați eroare |
| 139713.20.12                              | Situl arheologic de la Zalău - "Dealul Lupului" / ansamblu anonim(Aeroport) (Categorie: locuire civilă) (Tip: așezare)                    | municipiul Zalău          | Dealul Lupului                                              | sec. VIII - IX                         | 2003       | 47°13′10″N 23°02′01″E / 47.21944°N 23.03361°E | Încărcați imagine | Raportați eroare |
| 139713.20.13                              | Situl arheologic de la Zalău - "Dealul Lupului" / ansamblu anonim(Aeroport) (Categorie: locuire civilă) (Tip: necropola de incinerație)   | municipiul Zalău          | Dealul Lupului                                              | sec. VII - IX                          | 2003       | 47°13′10″N 23°02′01″E / 47.21944°N 23.03361°E | Încărcați imagine | Raportați eroare |
| 141768.04.01                              | Așezarea neolitică de la Zăuan- Între ape / ansamblu anonim (Categorie: locuire civilă) (Tip: Așezare)                                    | sat Zăuan, comuna Ip      | Între Ape                                                   | Starčevo - Criș                        |            |                                               | Încărcați imagine | Raportați eroare |
| 139713.21.01                              | Situl arheologic de la Zalău-Ortelec - "Fînațe" / ansamblu anonim (Categorie: locuire civilă) (Tip: Așezare)                              | municipiul Zalău          | extravilan, punct Fînațe                                    | sec. III                               | 2004       | 47°13′30″N 23°05′45″E / 47.225°N 23.09583°E   | Încărcați imagine | Raportați eroare |
| 139713.21.02                              | Situl arheologic de la Zalău-Ortelec - "Fînațe" / ansamblu anonim (Categorie: locuire civilă) (Tip: Așezare)                              | municipiul Zalău          | extravilan, punct Fînațe                                    | Przeworsk                              | 2004       | 47°13′30″N 23°05′45″E / 47.225°N 23.09583°E   | Încărcați imagine | Raportați eroare |
| 139713.24.01 (Cod LMI: SJ-I-m-B-04843.14) | Vallum de piatră la Zalău - Măgurița / ansamblu anonim (Categorie: fortificație) (Tip: Val)                                               | municipiul Zalău          |                                                             | romană sec. II - III                   |            |                                               | Încărcați imagine | Raportați eroare |
| 139713.22.01                              | Așezarea medievală târzie de la Zalău-str. Unirii nr. 13 / ansamblu anonim (Categorie: locuire) (Tip: Așezare)                            | municipiul Zalău          | str. Unirii nr. 13, punct str. Unirii nr. 13                | sec. XVII-XVIII                        |            |                                               | Încărcați imagine | Raportați eroare |
| 139713.23.01                              | Așezarea medievală timpurie de la Zalău-Școala Veche-Valea Miței / ansamblu anonim (Categorie: locuire) (Tip: așezare)                    | municipiul Zalău          | Valea Miței-Școala Veche                                    | sec. X-XI                              |            |                                               | Încărcați imagine | Raportați eroare |
| 139713.25.01                              | Cimitirul de înhumație de lângă biserica reformată de la Zalău / ansamblu anonim (Categorie: construcție cult) (Tip: Cimitir)             | municipiul Zalău          | Andrei Șaguna nr. 7, punct Biserica reformată               | sec. XIII -XVIII                       |            |                                               | Încărcați imagine | Raportați eroare |
| 139713.19.01                              | Fortificația medieval timpurie de la Zalău-Ortelec - "Cetate" / ansamblu anonim (Categorie: locuire civilă) (Tip: Așezare fortificată)    | municipiul Zalău          | Cetate                                                      | sec.X-XI                               |            |                                               | Încărcați imagine | Raportați eroare |
| 139713.19.02                              | Fortificația medieval timpurie de la Zalău-Ortelec - "Cetate" / ansamblu anonim (Categorie: locuire civilă) (Tip: Necropolă)              | municipiul Zalău          | Cetate                                                      | sec. XI                                |            |                                               | Încărcați imagine | Raportați eroare |